# Рабочее место

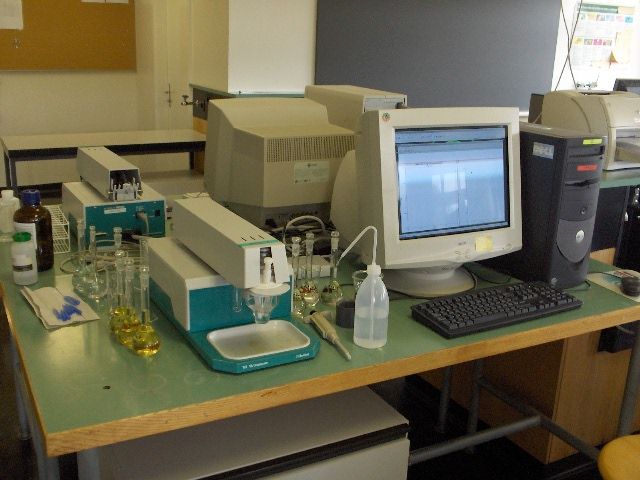
Рабочее место инженера-исследователя

Рабо́чее ме́сто — это неделимое в организационном отношении (в конкретных условиях) звено производственного процесса, обслуживаемое одним или несколькими работниками, предназначенное для выполнения одной или нескольких производственных или обслуживающих операций, оснащённое соответствующим оборудованием и технологической оснасткой. В более широком смысле — это элементарная структурная часть производственного пространства, в которой субъект труда взаимосвязан с размещенными средствами и предметом труда для осуществления единичных процессов труда в соответствии с целевой функцией получения результатов труда.

## Законодательное определение в России
В статье 209  Трудового Кодекса Российской Федерации приводится определение:
Рабочее место — это место, где работник должен находиться или куда ему необходимо прибыть в связи с его работой и которое прямо или косвенно находится под контролем работодателя.

## Нормативные документы в России
В  Российской Федерации требования к рабочему месту определяются следующими документами:
- Трудовым кодексом Российской Федерации и другими Федеральными законами,
- Подзаконными федеральными нормативными правовыми актами РФ,
- Нормативно-правовыми актами субъектов РФ,
- Государственными и международными стандартами,
- Трудовым договором (письменным или устным),
- Трудовым актом (коллективным).

Данные документы содержат требования к организации и эргономике рабочего места, а также устанавливаютправила, процедуры, критерии и нормативы, направленные на сохранение жизни и здоровья работников в процессе их трудовой деятельности.

## Классификация

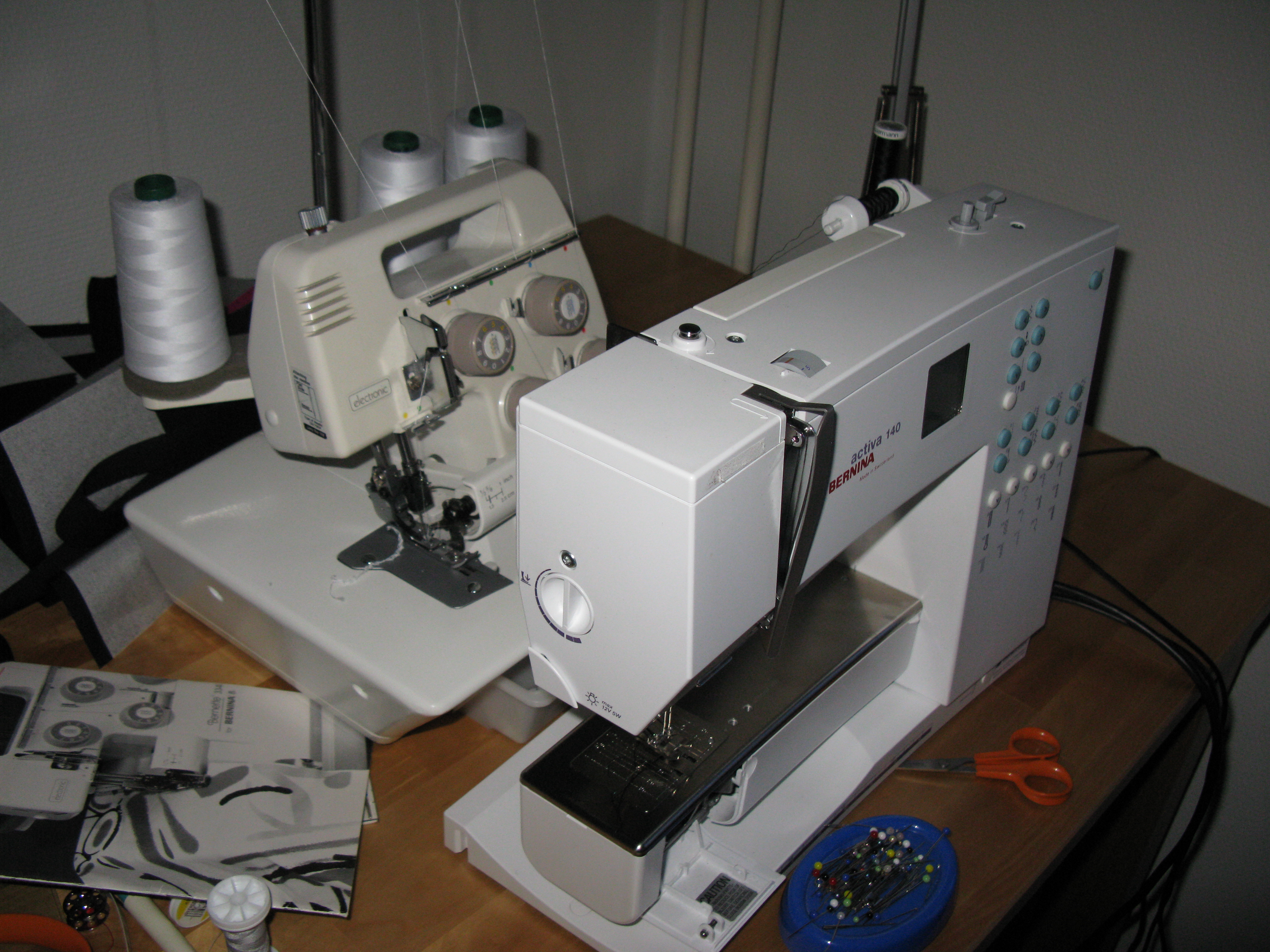
Рабочее место портного

Рабочие места можно классифицировать по следующим признакам и категориям.
По степени автоматизации трудового процесса:
- Рабочее место с ручной работой — трудовые процессы выполняются вручную.
- Рабочее место ручной механизированной работы — рабочие пользуются механизированным инструментом с внешним приводом.
- Рабочее место машинно-ручной работы — оснащено машиной (станком, механизмом), которая работает при непосредственном участии работника.
- Машинное рабочее место — основная работа выполняется машиной, а управление ею и вспомогательная работа осуществляются рабочим.
- Автоматизированное рабочее место — основная работа выполняется машиной, вспомогательные работы механизированы частично или полностью.
- Аппаратурное рабочее место — оснащено специальным оборудованием, в котором производственные процессы осуществляются путём воздействия на предмет труда  тепловой, электрической или физико-химической энергии.

По степени специализации:
- Специальные — за рабочим местом закреплено от 1 до 3 операций. Применяется в массовом типе производства, при поточных методах изготовления продукции.
- Специализированные — за рабочим местом закреплено от 3 до 10 операций. Применяется в серийном производстве, при партионных методах обработки.
- Универсальные — на рабочем месте может выполняется более 10 операций. Используется в единичном производстве, при индивидуальных методах изготовления продукции.

По выполняемым работником функциям:
- Рабочее месторуководителя.
- Рабочее местоспециалиста.
- Рабочее место служащего.
- Рабочее месторабочего.
- Рабочее место младшего обслуживающего персонала и т. д.

По условиям труда:
- С нормальными условиями.
- С тяжёлым физическим трудом.
- С вредными условиями.
- С особо тяжелым физическим трудом.
- С особо вредными условиями.
- С высокой нервно-психической напряженностью.
- С монотонным трудом.

По времени функционирования:
- Односменные.
- Многосменные.

По количеству обслуживаемого  оборудования:
- Без оборудования.
- Одностаночные (одноагрегатные).
- Многостаночные (многоагрегатные, многоаппаратные).

По степени подвижности:
- Стационарные.
- Передвижные.

По профессиональному признаку. Например, можно выделить рабочие места бухгалтера, врача-терапевта, делопроизводителя, плотника, водителя и т. д.
В зависимости от специфики трудового процесса могут быть выделены и другие признаки классификации.

## Требования к организации рабочего места в России

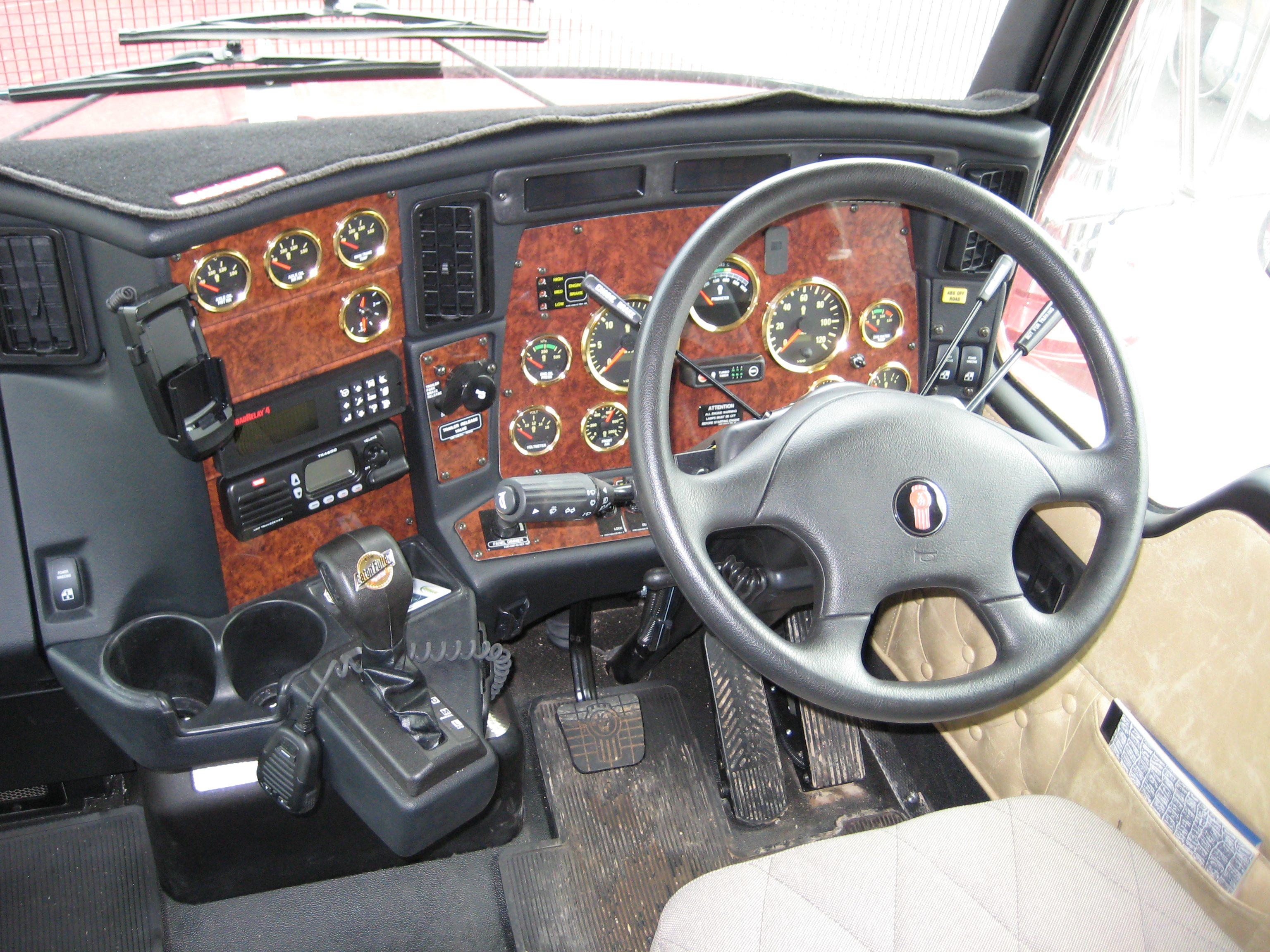
Рабочее место водителя

Под организацией рабочего места понимается его оснащение и планировка. Полное и комплектное оснащение рабочего места, а также его рациональная планировка позволяют наилучшим образом организовать трудовой процесс и, как следствие, повысить его эффективность.

### Эргономические требования
Общие эргономические требования к организации рабочего места определены в стандартах:
- ГОСТ 12.2.032-78 «ССБТ. Рабочее место при выполнении работ сидя. Общие эргономические требования»,
- ГОСТ 12.2.033-78 «ССБТ. Рабочее место при выполнении работ стоя. Общие эргономические требования».

Они устанавливают требования к рабочим местам при выполнении работ в положении сидя и стоя при проектировании нового и модернизации действующегооборудованияи производственных процессов. Примеры:
- Конструкция рабочего места и взаимное расположение всех его элементов должны соответствовать антропометрическим, физиологическим и психологическим требованиям, а также характеру работы.
- Конструкцией рабочего места должно быть обеспечено выполнение трудовых операций в пределах зоны досягаемости моторного поля.
- Выполнение трудовых операций «часто» и «очень часто» должно быть обеспечено в пределах зоны лёгкой досягаемости и оптимальной зоны моторного поля.
- Конструкцией производственного оборудования и рабочего места должно быть обеспечено оптимальное положение работающего, которое достигается регулированием.
- и проч.

Данные стандарты не устанавливают требования к рабочим местам транспортных средств, машин и оборудования, перемещающихся в процессе работы, а также на рабочие места для учащихся, проходящих производственную практику, и военнослужащих.
Более детально требования к организации рабочего места приводятся в стандартах:
- ГОСТ 22269-76 «Система „человек-машина“. Рабочее место оператора. Взаимное расположение элементов рабочего места. Общие эргономические требования»,
- ГОСТ Р 50948-2001 «Средства отображения информации индивидуального пользования. Общие эргономические требования и требования безопасности»,
- ISO 16121-1:2005 «Дорожный транспорт. Эргономические требования к рабочему месту водителя на маршрутных автобусах. Часть 1. Общее описание, основные требования».

### Санитарно-гигиенические требования
Трудовой кодекс возлагает на работодателя обеспечение санитарно-бытового и лечебно-профилактического обслуживания работников в соответствии с требованиями охраны труда. Под санитарно-гигиеническими требованиями понимается система санитарно-технических, гигиенических и организационных мероприятий и средств, предотвращающих воздействие на людей вредных производственных факторов. В этих целях по установленным нормам должны быть оборудованы санитарно-бытовые помещения для приёма пищи, оказания медицинской помощи, комнаты для отдыха. Создаются санитарные посты с аптечками, укомплектованными набором лекарственных средств и препаратов для оказания первой помощи.
Для соблюдения санитарно-гигиенических требований необходим контроль за следующими параметрами:
- Световая среда.Освещение на рабочем месте является важным параметром. В зависимости от назначения помещения, а также вида зрительных работ нормируются такие показатели освещённости, как естественное освещение или искусственное освещение, освещенность, коэффициент пульсации, освещенность поверхности экрана, неравномерность распределения яркости, нестабильность изображения и т. д.[2]
- Микроклимат. Нормы производственного микроклимата установлены едиными для всех производств и всех климатических зон. Параметры микроклимата в рабочей зоне должны соответствовать оптимальным или допустимым макроклиматическим условиям. К ним относят температуру, влажность воздуха, скорость его движения[3].
- Производственный шум. Определяют как совокупность апериодических звуков различной интенсивности и частоты. Является распространённым негативным фактором на производстве и негативно влияет на организм человека[4].
- Электромагнитные поля. Создаются различными источниками. На биологическую реакцию организма влияют такие параметры электромагнитных полей, как интенсивность и частота излучения, модуляция сигнала и сочетание частот электромагнитных полей, продолжительность облучения и периодичность действия[5]. И т. д.

### Требования к безопасности
Безопасные условия труда — это состояние условий труда, при которых воздействие на работающего опасных и вредных производственных факторов исключено или их воздействие не превышает предельно допустимых значений. Обеспечение данных условий — одно из важнейших требований, предъявляемых к рабочему месту. Отдельно можно выделить следующие виды безопасности труда.
- Пожарная безопасность. Предотвращение пожаров осуществляется главным образом путём исключения возможности образования горючих или взрывоопасных сред и источников зажигания. На случай пожара на предприятии должны находиться средства пожарной защиты и сигнализации для предотвращения воздействия на людей опасных факторов пожара и ограничения материального ущерба от него.
- Электробезопасность. Любое современное рабочее место насыщено электрооборудованием, измерительной техникой,  автоматикой. Это создаёт условия повышенной опасности поражения электрическим током, а в ряде случаев — особо опасные условия.
- В зависимости от специфики к рабочему могут быть предъявлены дополнительные требования обеспечения безопасности труда, такие как взрывобезопасность, химическая безопасность, радиационная безопасность и т. д.[6]